# Belau rekid
Belau rekid (en français, Nos Palaos) est l'hymne officiel des Palaos depuis 1980. La musique fut composée par Ymesei O. Ezekiel, et le texte provient de la recomposition de textes de plusieurs auteurs.

## Paroles
| Belau loba klisiich, er a kelulul, El di mla ngarngii ra, rechuodelmei Me ng mengeluoluu er a, chimol beluu, El ngar cheungel a rirch lomkesang. Bo doleketek a kerruul, er a beluad, Lolab a blak el reng, ma duch el reng. Belau a chotil a, klengar rekid, Me bo dorrurt a bedul msa klisichel. Bo dekaiuereked chim, lokiu a reng, E dongedmokl ra, di mla koted. Lomcheliu a rengedel, ma klebkelle, Lokiu a budech ma beltik el reng. Dios momekngeltengat, ra Belumam, El di mla dikesam ra, rechuodel mei, Beskemam a klisicham, ma llemeltam, Lorrurt a klungiolam elmo cherechar. | Palau is coming forth with strength and power, By her old ways abides still every hour. One country, safe, secure, one government Under the glowing, floating soft light stands. Let's build our economy's protecting fence With courage, faithfulness and diligence Our life is anchored in Palau, our land We with our might through life and death defend In spirit let's join hands, united, one Care for our homeland...from forefathers on Look after its concord, its glory keep Through peace and love and heart's devotion deep God bless our country, our island home always Our sweet inheritance from ancient days Give us strength and power and all the rights To govern with to all eternity |